# Кастела (Тревизо)
Кастела је насеље у Италији у округу Тревизо, региону Венето.
Према процени из 2011. у насељу је живело 82 становника. Насеље се налази на надморској висини од 36 м.